# Torre Allianz Barcelona
La  Torre Allianz de Barcelona, también conocida como Edificio Allianz,  es un rascacielos ubicado en la ciudad de Barcelona, España. Terminado de construir en 1993, cuenta con 20 plantas y mide 77 metros de altura. El edificio pertenece al Grupo Allianz y es la sede coroporativa de Allianz Seguros en España.￼￼
La torre está próxima a la Plaza de España y próximos a ella hay otros rascacielos: Edificio Tarragona, Hotel Torre Catalunya, Torre Núñez y Navarro.